# São Pedro do Ivaí
São Pedro do Ivaí là một đô thị thuộc bang Paraná, Brasil. Đô thị này có diện tích 322,692 km², dân số năm 2007 là 9887 người, mật độ 29,7 người/km².